# Speleogobius trigloides
Speleogobius trigloides és una espècie de peix de la família dels gòbids i de l'ordre dels perciformes.

## Morfologia
- Els mascles poden assolir 1,8 cm de longitud total.[1][2]

## Hàbitat
És un peix marí, de clima subtropical i demersal que viu entre 8-25 m de fondària.

## Distribució geogràfica
Es troba a la mar Mediterrània: Croàcia.

## Costums
És bentònic.

## Observacions
És inofensiu per als humans.